# Puig de l'Abric
El Puig de l'Abric és una muntanya de 1.336 metres que es troba al municipi de Vidrà, a la comarca d'Osona.